# Eva-Marie Håkansson
Eva-Marie Gunilla Håkansson född 7 oktober 1960 i Ljungby i Kronoberg, är en tidigare svensk landslagssimmare.

## Klubbkarriär[1]
Håkansson tävlade för KSLS  under hela sin simkarriär. Främsta internationella meriten blev ett brons på EM 1977 i Jönköping på 200 meter bröstsim. I OS blev det två femteplatser på 100 m bröst och en fjärdeplats på 400x100 m medley i Moskva 1980. 

### Individuella SM-guld
Totalt 15 varav 4 inomhus och 11 utomhus
|   | Simgren     | SM inne kort bana |    | Simgren     | SM ute lång bana |
| 1 | 100 m bröst | 1977              | 5  | 100 m bröst | 1976             |
| 2 |             | 1978              | 6  |             | 1977             |
| 3 |             | 1979              | 7  |             | 1978             |
| 4 | 200 m bröst | 1978              | 8  |             | 1980             |
|   |             |                   | 9  |             | 1981             |
|   |             |                   | 10 |             | 1982             |
|   |             |                   | 11 |             | 1983             |
|   |             |                   | 12 |             | 1984             |
|   |             |                   | 13 | 200 m bröst | 1978             |
|   |             |                   | 14 |             | 1981             |
|   |             |                   | 15 |             | 1982             |

## OS-deltagande[3]
Håkansson simmade för KSLS  och kom 5:a på 100 m bröstsim både i Moskva 1980 (på 1.11,72 -Svenskt Rekord) och i Los Angeles 1984 (1.11,14-tangerat Svenskt Rekord och 0,44 sek från medalj. I Moskva simmade hon också 200 m bröst där hon kom 9:a på 2.35,64 Svenskt Rekord -0,2 sek från final. Hon deltog i lagkappen på 4x100 m medley där Sverige kom 4:a. I Los Angeles  diskades medleylaget på grund av överväxling, efter att ha gått till final som sjätte lag på 4.17,65. Lagkamraterna i medleylagen var Annika Uvehall, Agneta Mårtensson, Tina Gustavsson resp. Anna-Karin Eriksson, Agneta Eriksson och  klubbkamraten Maria Kardum.

### Resultat
Los Angeles 1984 
- 7:a 4x100 m medley (DQ Final; 4.17,65)
- 5:a 100 m bröstsim (1.11,14)

Moskva 1980 
- 5:a 100 m bröstsim (1.11,72)
- 11:a 200 m bröstsim (2.35,64)
- 4:a 4x100 m medley (4.16,91)